# Valencia (Bohol)
Valencia è una municipalità di quinta classe delle Filippine, situata nella Provincia di Bohol, nella Regione del Visayas Centrale.

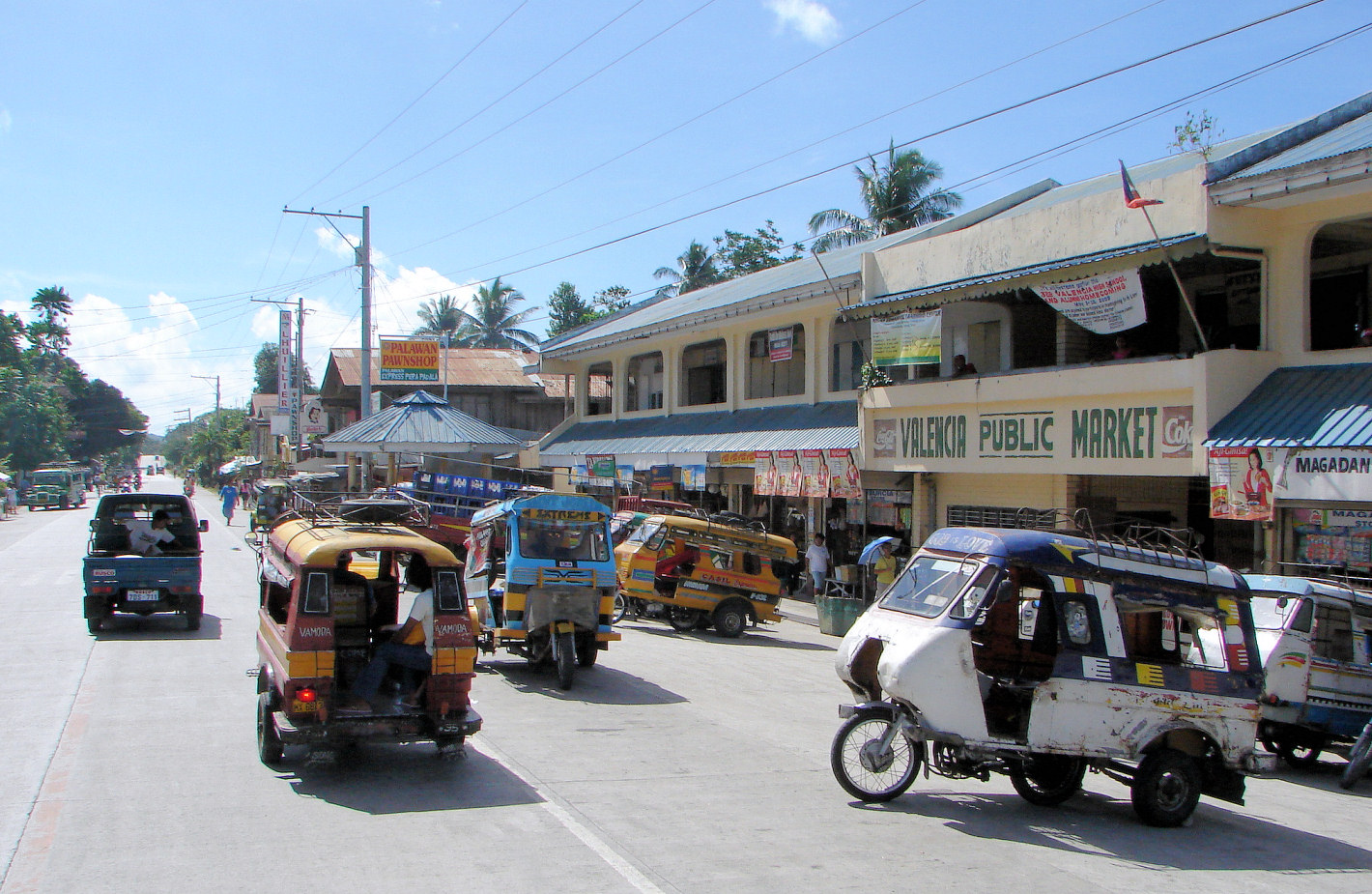
Mercato pubblico

Valemcia è formata da 35 baranggay:
- Adlawan
- Anas
- Anonang
- Anoyon
- Balingasao
- Banderahan (Upper Ginopolan)
- Botong
- Buyog
- Canduao Occidental
- Canduao Oriental
- Canlusong
- Canmanico
- Cansibao
- Catug-a
- Cutcutan
- Danao
- Genoveva
- Ginopolan (Ginopolan Proper)

- La Victoria
- Lantang
- Limocon
- Loctob
- Magsaysay
- Marawis
- Maubo
- Nailo
- Omjon
- Pangi-an
- Poblacion Occidental
- Poblacion Oriental
- Simang
- Taug
- Tausion
- Taytay
- Ticum 	777